# Hans von Boetticher
Hans von Boetticher (São Petersburgo, 30 de agosto de 1886 — Coburgo, 20 de janeiro de 1958) foi um ornitólogo alemão.

## Vida
Vários de seus trabalhos lidam com a taxonomia de nível superior de grupos de pássaros com base na morfologia, filogenia e biogeografia. Algumas de suas outras obras incluem aquelas sobre os pinípedes. Sua área de interesse especial incluía patos e gansos, turacos, papagaios, pombos e aves marinhas. Os gêneros de pato sul-americanos Amazonetta e Speculanas foram designados por ele. Alguns dos outros táxons de pássaros que ele chamou, como Galapagornis, não são mais válidos.
Ele escreveu uma série de livros sobre famílias de pássaros. Estes incluíram Gänse- und Entenvögel aus Aller Welt (1952), Albatrosse und andere Sturmvogel (1955), Lärmvögel, Turakos und Pisangfresser (1955), Fasanen, Pfauen, Perlhühner und andere Zierhühner (1956) e Pelikane, Kormorane und andere Ruderfüßler (1957).

## Trabalhos e ensaios (seleção)
- Winterliches Vogelleben im Coburger Hofgarten : ornithologische Beobachtungen im Januar 1919, Die gefiederte Welt Jg. 48 Nr. 6 (1919), S. 46–47.
- Ornithologische Beobachtungen in Coburg (Bayern) : Materialien aus dem Coburger Land, Anzeiger der Ornithologischen Gesellschaft in Bayern, Bd. 2 (1929) S. 36–44.
- Kakadus, Vogel ferner Länder 1931, Heft 5, S. 24–30.
- Beitrag zu einem phylogenetisch begründeten, natürlichen System der Steißhühner (Tinami) auf Grund einiger taxonomisch verwertbarer Charaktere. Jenaische Zeitschr. Naturw. 69 (1934): S. 169–192.
- Die geographische Verbreitung der Robben, Zeitschr. für Säugetierkunde. 9 (1934): S. 359–368.
- Der Gaimardische Buntkormoran, Vogel ferner Länder 1935, Heft 4, S. 81–83.
- Verzeichnis der Typen in der Vogelsammlung des Museums des Zoologischen Instituts der Universität Halle an der Saale. Zeitschr. Naturwiss. 94 (1940), S. 205–214.
- Gedanken über die systematic Stellung einiger Papagaien. Zool. Anz. 143 (1943): S. 191–200.
- Unsere Zimmervögel – ein Überblick, Sebastian Lux Verlag, Murnau 1950.
- La systématique des guêpiers. Oiseau. Rev. Fr. Ornithol. 5 (1951): S. 194–199.
- Die Widahvögel und Witwen, Neue Brehms-Bücherei Heft 63, Geest&Portig, Leipzig 1952.
- Gänse- und Entenvögel aus aller Welt, Neue Brehms-Bücherei Heft 73, Geest&Portig, Leipzig 1952.
- Die Taubengattung Columba L. Zoologischer Anzeiger, 153 (1954):49-64.
- Die Perlhühner, Neue Brehm-Bücherei Heft 130, A. Ziemsen, Wittenberg 1954.
- Der Blaufuß-Tölpel „Camanay“, Sula nebouxii Milne-Edwards. Anzeiger der Ornithologischen Gesellschaft in Bayern 4 (1955): S. 375.
- Lärmvögel, Turakos und Psangfresser, Neue Brehm-Bücherei Heft 147, A. Ziemsen, Wittenberg 1955.
- Albatrosse und andere Sturmvögel, Neue Brehm-Bücherei Heft 153, A. Ziemsen, Wittenberg 1955.
- Pelikane, Kormorane und andere Ruderfüssler, Neue Brehm-Bücherei Heft 188, A. Ziemsen, Wittenberg 1955.
- Wachteln, Rephühner, Steinhühner und Verwandte, Oertel&Spoerer, Reutlingen 1958.
- Die Halbaffen und Koboldmakis, Neue Brehms-Bücherei Heft 211, A. Ziemsen, Wittenberg 1958.
- Papageien, Neue Brehms-Bücherei Heft 228, A. Ziemsen, Wittenberg 1959.
- Die Pfefferfresser – Arassaris und Tukane, Neue Brehm-Bücherei Heft 232, A. Ziemsen, Wittenberg 1959.